# Trennstreifen (Büromaterial)

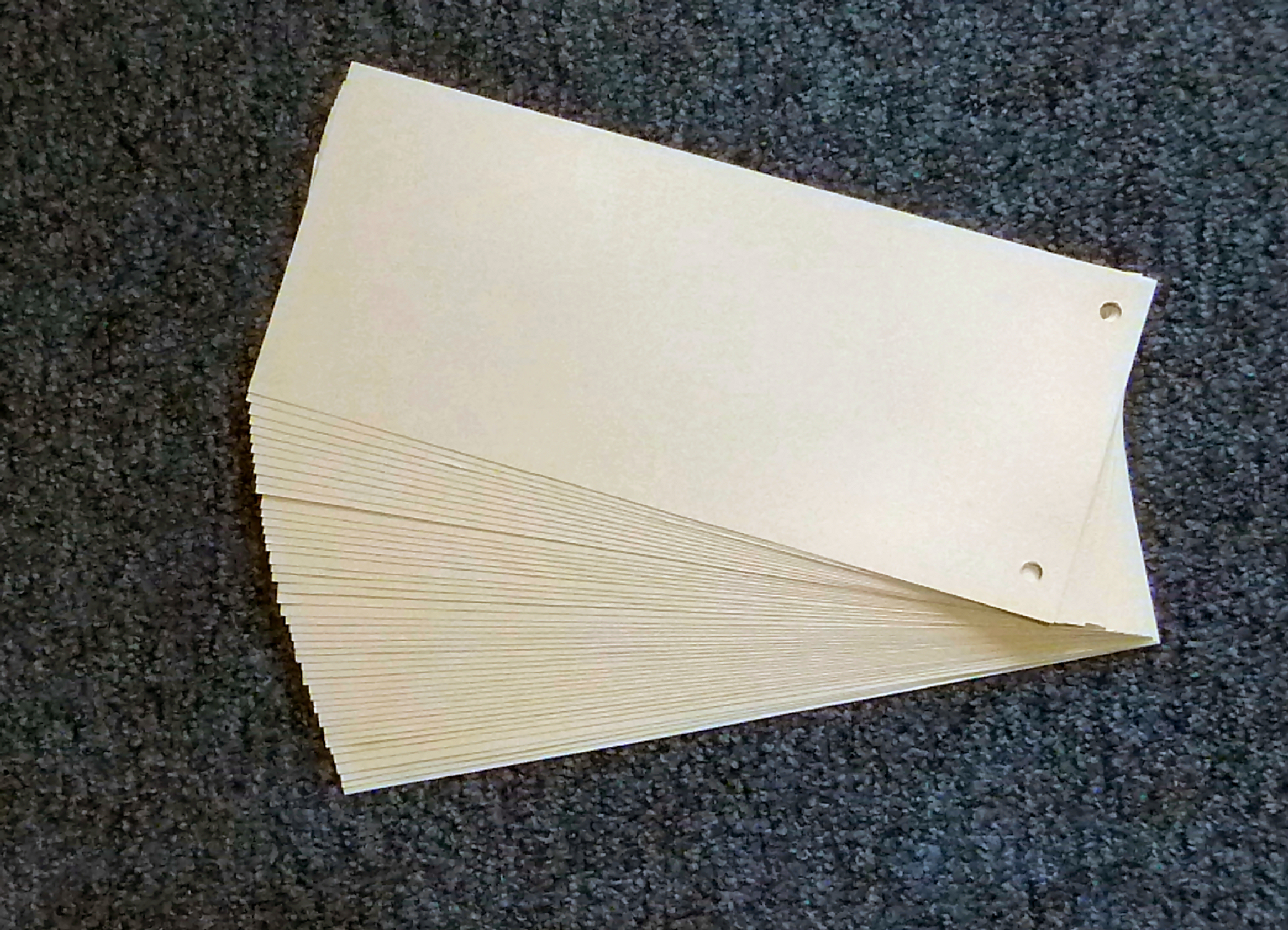
Trennstreifen für DIN A4 (Hochformat) bzw. DIN A5 (Querformat)

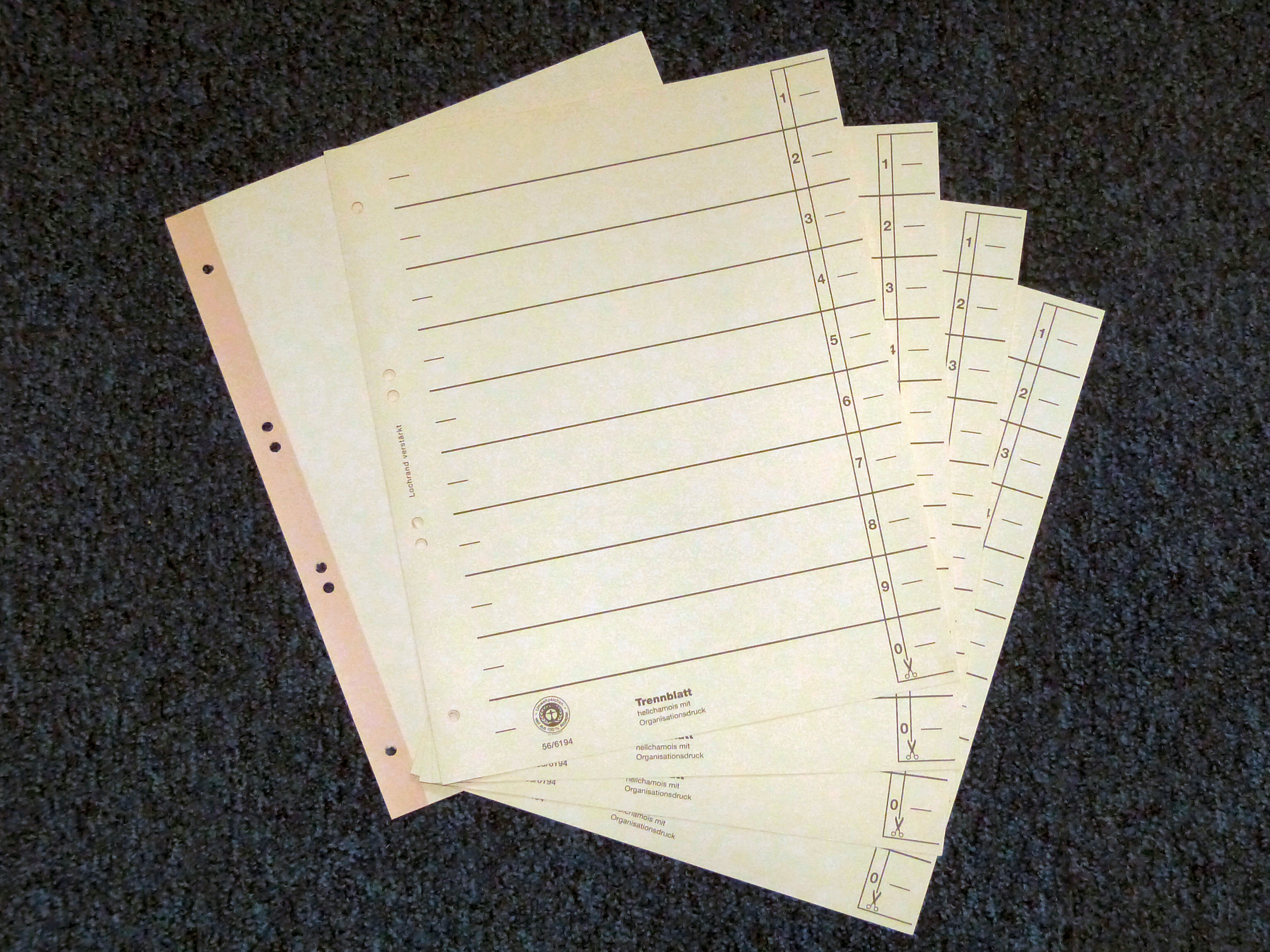
Trennblatt für DIN-A-4 Hochformat mit ausschneidbaren Taben und Verstärkung der Lochleiste

Ein Trennstreifen ist ein rechteckiges Stück Papier oder Karton bzw. Kraftkarton, das in Registraturen sowie privaten Ablagesystemen zur Unterteilung von Schriftstücken dient. Er wird auch als Trennlasche bezeichnet. Trennblätter hingegen nennt man die meist mit einem Organisationsaufdruck versehenen, gelochten Blätter mit erhöhter Grammatur in unterschiedlichen Formaten, Farben und Stärken. Meist werden sie für inhaltliche oder thematische Unterteilungen innerhalb von Aktenordnern oder Schnellheftern verwendet.
Durch die Digitalisierung verliert diese Form der Unterteilung im kommerziellen Bereich beständig an Bedeutung, wird aber in der privaten Buchhaltung sowie der Unterteilung von Schul- und Studienmaterialien nach wie vor genutzt.

## Eigenschaften und Verwendung
Trennstreifen sind ein organisatorisches Hilfsmittel, da es eine schnelle und einfache Art der Kennzeichnung bietet. Im deutschsprachigen Raum haben Trennstreifen eine Höhe von 10,5 cm und eine Breite von 23,5 und 24 cm, womit sie, im Vergleich zu den abgehefteten Seiten, Überbreite haben. Die Papierstärke befindet sich normalerweise in einem Bereich von 180 bis 250 g/m². An der linken Seite befindet sich eine, mitunter verstärkte, Lochung, die bei Trennstreifen nur zwei Löcher hat. Trennblätter sind dagegen mit bis zu 11 Löchern ausgestattet, welche unterschiedlichen Standards entsprechen.
Sowohl Trennstreifen als auch Trennblätter werden oftmals aus recyceltem Papier hergestellt und sind für die Verwendung im Drucker geeignet. Einfarbige Trennstreifen und Trennblätter werden oft in Weiß, Grau oder Chamois angeboten.
Die Sortierung farbiger Produkte enthält meist Farbauswahlen einschließlich Weiß, Gelb, Orange, Rosa, Grün, Blau oder Ockertönen.

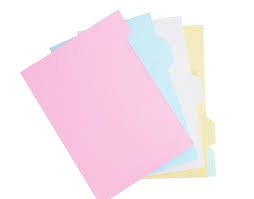
Mehrfarbig sortierte Trennblätter ohne Lineatur

Im Gegensatz zu Trennstreifen sind Trennblätter, meist mit einer Lineatur versehenen und für die Unterteilung von Blättern, Papieren und Schriftstücken im DIN A4-Format ausgelegt. Trennblätter haben in der Regel Überbreite und sind auch für Formate wie DIN A3 oder DIN A5 erhältlich. Die Lochung des Trennblattes gibt es auch in verstärkter Ausführung (geöst oder mit einem Leinenstreifen auf der Rückseite des Blattes hinterklebt). Die Lineatur ist rechtsseitig oft so gestaltet, dass man durch Zuschneiden eines Rasters einen Index für ein alphabetisches oder numerisches Register erhält. Bei einigen Produkten ist die Registratur bereits vom Hersteller vorgefertigt. Es gibt sie für die händische Beschriftung, aber auch für die Beschriftung mittels eines Computerprogrammes.